# Animal Boy
| Оценки критиков  | Оценки критиков |
| Источник         | Оценка          |
| ---------------- | --------------- |
| AllMusic         | [ 1 ]           |
| Robert Christgau | B+              |
| Rolling Stone    | (положительный) |

Animal Boy — девятый студийный альбом американской панк-группы Ramones. В песне «My Brain Is Hanging Upside Down (Bonzo Goes to Bitburg)» был выражен протест против визита Рональда Рейгана на кладбище в Битбурге, в Западной Германии;. «Somebody Put Something in My Drink» была написана Ричи Рамоном, барабанщиком группы с 1983 по 1987 годы; и «Love Kills», написанная Ди Ди Рамоном как дань памяти своему другу Сиду Вишесу.
Три песни в альбоме были написаны в соавторстве с Джином Бьювором, бывшим участником Plasmatics. На обратной стороне обложки запечатлена фотография Крао Фарини (известной под псевдонимом The Missing Link) в детстве.
Клип «Something to Believe In» содержит сцену фиктивного благотворительного мероприятия Hands Across Your Face, пародию на Hands Across America.

## Список композиций
| №  | Название                             | Автор(ы)                  | Длительность |
| -- | ------------------------------------ | ------------------------- | ------------ |
| 1. | «Somebody Put Something in My Drink» | Ричи Рамон                | 3:23         |
| 2. | «Animal Boy»                         | Ди Ди Рамон, Джонни Рамон | 1:50         |
| 3. | «Love Kills»                         | Ди Ди Рамон               | 2:19         |
| 4. | «Apeman Hop»                         | Ди Ди Рамон               | 2:02         |
| 5. | «She Belongs to Me»                  | Ди Ди Рамон, Джин Бьювор  | 3:54         |
| 6. | «Crummy Stuff»                       | Ди Ди Рамон               | 2:06         |

| №   | Название                                                  | Автор(ы)                              | Длительность |
| --- | --------------------------------------------------------- | ------------------------------------- | ------------ |
| 7.  | «My Brain Is Hanging Upside Down (Bonzo Goes to Bitburg)» | Джоуи Рамон, Ди Ди Рамон, Джин Бьювор | 3:55         |
| 8.  | «Mental Hell»                                             | Джоуи Рамон                           | 2:38         |
| 9.  | «Eat That Rat»                                            | Ди Ди Рамон, Джонни Рамон             | 1:37         |
| 10. | «Freak of Nature»                                         | Ди Ди Рамон, Джонни Рамон             | 1:32         |
| 11. | «Hair of the Dog»                                         | Джоуи Рамон                           | 2:19         |
| 12. | «Something to Believe In»                                 | Ди Ди Рамон, Джин Бьювор              | 4:09         |

## Кавер-версии
- шведская рок-группа Sator[англ.] записала кавер-версию песни «Mental Hell» для трибьют-альбома 2002 года, The Song Ramones the Same[англ.].
- финская мелодик-дэт-метал-группа Children of Bodom записала кавер-версию песни «Somebody Put Something In My Drink» для американского релиза своего альбома Are You Dead Yet?
- Американская панк-группа Trashlight Vision[англ.] запсиала кавер-версию на песню «My Brain Is Hanging Upside Down (Bonzo Goes to Bitburg)[англ.]» для своего дебютного альбома 2006 года, Alibis and Ammunition[англ.].
- Американская панк-группа Iron Chic[англ.] записала свою кавер-версию на песню «My Brain Is Hanging Upside Down (Bonzo Goes to Bitburg)[англ.]» для своего мини-альбома 2013 года Spooky Action.
- Вокалист/басист Ник Оливери записал свою кавер-версию на «Mental Hell» для своего альбома «Dead Planet: SonicSlowMotionTrails[англ.]» вместе со своей панк-стоунер-рок-группой Mondo Generator.

## Участники записи

### Ramones
- Джоуи Рамон — ведущий вокал (все треки, кроме 3 и 9)
- Джонни Рамон — соло-гитара
- Ди Ди Рамон — бас-гитара, бэк-вокал, ведущий вокал (треки 3, 9)
- Ричи Рамон[англ.] — ударные, бэк-вокал

### Дополнительные музыканты
- Уолтер Лур — дополнительная гитара (в некоторых треках)

### Дополнительный персонал
- Джин Бьювор[англ.] — продюсер, сомикширование
- Джордж Эстебан — звукоинженер
- Грант Гиллетт — ассистент звукоинженера
- Андерс Оредсон — сомикширование

## Чарт
Альбом
| Год  | Чарт          | Позиция |
| ---- | ------------- | ------- |
| 1986 | Billboard 200 | 143     |